# Masujiro Nishida
Masujiro Nishida és ser un futbolista i entrenador japonès. Va dirigir la selecció japonesa, els Far Eastern Championship Games 1923.